# Сечинцы
Сечинцы (укр. Січинці) — село в Дунаевецком районе Хмельницкой области Украины.
Население по переписи 2001 года составляло 937 человек. Почтовый индекс — 32451. Телефонный код — 3858. Занимает площадь 1,708 км². Код КОАТУУ — 6821887901.

## Местный совет
32400, Хмельницкая обл., Дунаевецкий р-н, с. Сечинцы